# Collegio elettorale di Lovere
Il collegio elettorale di Lovere è stato un collegio elettorale uninominale del Regno di Sardegna, uno dei 12 collegi della provincia di Bergamo. Fu istituito con la legge 20 novembre 1859, n. 3778 e comprendeva i mandamenti di Lovere e Gandino, come da tabella allegata alla legge.

## Dati elettorali
Nel collegio si svolsero votazioni solo per la VII legislatura. Con l'unità d'Italia il territorio confluì in quello del collegio di Clusone

### VII legislatura
Le votazioni si svolsero in 387 collegi uninominali a doppio turno. Come previsto dalla legge elettorale del 20 novembre 1859, era eletto al primo turno il candidato che «riunisce in suo favore più del terzo dei voti del total numero dei membri componenti il collegio e più della metà dei suffragi dati dai votanti presenti all'adunanza» (art. 91). Se nessun candidato era eletto, al ballottaggio tra i due candidati con più voti era eletto chi otteneva il maggior numero di voti (art. 92) o, in caso di ugual numero di voti, il maggiore d'età (art. 93).
| Partito                            | Partito                            | Candidato                          | Risultati 25 marzo 1860 | Risultati 25 marzo 1860 |
| Partito                            | Partito                            | Candidato                          | Voti                    | %                       |
| ---------------------------------- | ---------------------------------- | ---------------------------------- | ----------------------- | ----------------------- |
|                                    | —                                  | Pietro Testa                       | 304                     | 86,12                   |
|                                    | —                                  | Giovanni Martin Franklin           | 49                      | 13,88                   |
|                                    |                                    |                                    |                         |                         |
| Iscritti                           | Iscritti                           | Iscritti                           | 579                     | 100,00                  |
| ↳ Votanti (% su iscritti)          | ↳ Votanti (% su iscritti)          | ↳ Votanti (% su iscritti)          | 423                     | 73,06                   |
| ↳ Voti validi (% su votanti)       | ↳ Voti validi (% su votanti)       | ↳ Voti validi (% su votanti)       | 353                     | 83,45                   |
| ↳ Schede non valide (% su votanti) | ↳ Schede non valide (% su votanti) | ↳ Schede non valide (% su votanti) | 70                      | 16,55                   |
| ↳ Astenuti (% su iscritti)         | ↳ Astenuti (% su iscritti)         | ↳ Astenuti (% su iscritti)         | 156                     | 26,94                   |